# Flughafen Mutiara

i8
i11
i13
Der Flughafen Mutiara (indonesisch Bandar Udara Mutiara, IATA-Code: PLW, ICAO-Code: WAML) liegt am Ende der Jl. Abd. Rahman Saleh, etwa fünf Kilometer östlich des Stadtzentrums von Palu, der Hauptstadt der Provinz Sulawesi Tengah (Zentralsulawesi).

## Geschichte
Beim schweren Erdbeben am 28. September 2018 wurde der Tower, das Abfertigungsgebäude und die Piste auf einer Länge von rund 500 Metern beschädigt. Dabei kam einer der Fluglotsen ums Leben, weil er noch bis zum Start einer Maschine im Kontrollturm verblieben war. Da der Flughafen für Rettungsmannschaften und die Lieferung von Hilfsgütern von zentraler Bedeutung war, bemühten sich die Behörden um eine rasche Wiederaufnahme des Betriebes. Am 30. September 2018 wurde der Flughafen für Hilfsflüge und einige kommerzielle Flüge wieder freigegeben. Es kann allerdings nur nach Sicht gelandet werden, und da Sichtflug in Indonesien nachts nicht erlaubt ist, kann der Flughafen nur tagsüber angeflogen werden. Der Wiederaufbau des Flughafens soll bis Mitte des Jahres 2021 abgeschlossen sein.[veraltet]

## Fluggesellschaften
Der Flughafen verfügt über eine Start- und Landebahn und wurde im Jahr 2009 ausschließlich durch folgende Inlandsfluggesellschaften angeflogen:
| Fluggesellschaft | Flugziele                              |
| ---------------- | -------------------------------------- |
| Batik Air        | Jakarta–Soekarno-Hatta                 |
| Citilink         | Jakarta–Soekarno-Hatta                 |
| Garuda Indonesia | Jakarta–Soekarno-Hatta, Makassar       |
| Lion Air         | Makassar                               |
| Susi Air         | Rampi, Seko                            |
| Wings Air        | Balikpapan, Luwuk, Morowali, Toli-Toli |

## Zwischenfälle
- Am 23. Januar 1976 kam eine Hawker Siddeley HS 748-216 2A der Bouraq Indonesia Airlines (Luftfahrzeugkennzeichen PK-IHD) bei der Landung auf dem Flughafen Mutiara (Indonesien) von der Landebahn ab und schlug in einen größeren Sandhaufen ein, der für die Reparatur der Bahn vorgesehen war. Die linke Tragfläche brach außerhalb des linken Triebwerks ab. Das Flugzeug wurde irreparabel beschädigt. Alle 32 Insassen, fünf Besatzungsmitglieder und 27 Passagiere, überlebten den Unfall.[7]
- Am 28. September 2018 war Batik Air Flug 6231, ein Linienflug vom Flughafen Mutiara SIS Al-Jufrie zum Flughafen Sultan Hasanuddin. Der Batik Air-Flug mit 148 Personen an Bord war mitten im Startprozess, als die Piloten in den letzten Sekunden vor dem Start um 18:02 Uhr Ortszeit eine ungewöhnliche Schaukelbewegung spürten. Der Grund dafür war ein Erdbeben der Stärke 7,5. Die Flugsicherung hatte evakuiert als der Turm zu schwingen begann und die Wände zu knacken begannen, weswegen keine Kommunikation von der Flugsicherung zum Flugzeug hergestellt werden konnte.